# Aliena arida
Aliena arida är en insektsart som beskrevs av Kenneth Hedley Lewis Key 1976. Aliena arida ingår i släktet Aliena och familjen Morabidae. Inga underarter finns listade i Catalogue of Life.